# Švédská akademie
Švédská akademie (švédsky Svenska Akademien) byla založena roku 1786 švédským králem Gustavem III. Jejím primárním úkolem bylo pečovat o čistotu, sílu a povznesení švédského jazyka. Je všeobecně známa každoročním rozhodováním o tom, kdo se stane nositelem Nobelovy ceny za literaturu udělované na památku jejího zakladatele Alfreda Nobela. V současnosti vydává tyto následující slovníky:
- Svenska Akademiens Ordlista (SAOL; Rejstřík Švédské akademie; aktualizace vychází každých 5 let)
- Svenska Akademiens Ordbok (SAOB; Slovník Švédské akademie – velký slovník, který vychází postupně od roku 1898. V roce 2007 obsahuje asi 450 tisíc hesel od A po TOJS. Kompletní má být v roce 2017.),
- Svensk ordbok utgiven av Svenska Akademien (SO; jednojazyčný výkladový slovník),
- dále gramatiky a další jazykové příručky. I když jsou tyto slovníky používány jako oficiální jazykové příručky, jejich hlavní účel je popis současného stavu a používání řeči.